# Serras de Sudeste
Serras de Sudeste (español: Sierras de Sudeste) es el nombre que designa una meseta diseccionada (Planalto Dissecado de Sudeste o Escudo Sul-Rio-Grandense, en portugués - o Meseta Diseccionada de Sudeste o Escudo Sur-Riograndense, en español) ubicada en la región sudeste del estado brasileño de Río Grande del Sur, cerca de Uruguay.

## Geografía

### Relieve

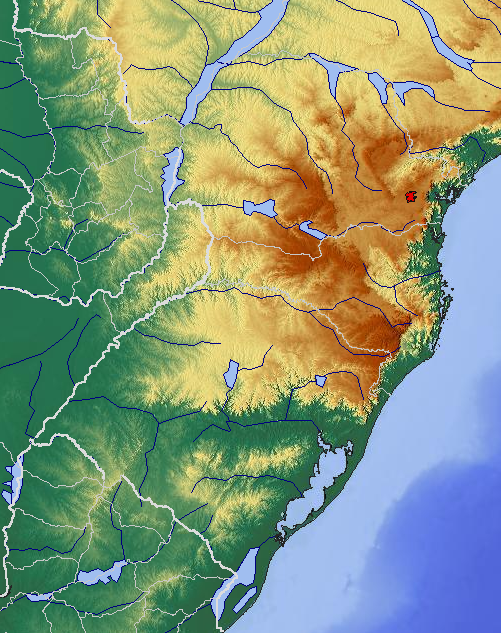
Mapa topográfico del Sur de Brasil. Esta meseta está ubicada a oeste de la Laguna de los Patos.

Esta meseta tiene un conjunto de ondulaciones suaves a moderadas y cubiertas por praderas (conocidas en Uruguay como cuchillas, o coxilhas, en portugués), cuyos niveles más elevados no ultrapasan más allá de los 500 m de altitud. Es una meseta antigua, cuya superficie tabular sólo fue preservada entre algunos ríos. Esos terrenos del Tiempo Precámbrico forman el llamado Escudo Sul-Rio-Grandense y ocupan toda la porción sudeste del estado, formando un área triangular cuyos vértices corresponden aproximadamente a las ciudades de Porto Alegre, Dom Pedrito y Yaguarón. El conjunto está dividido, por el valle del Río Camacuã, en dos grandes unidades, una al norte y otra al sur, denominadas Serra de Herval y Serra dos Tapes, respectivamente.
Existen tres municipios, en esta región, cuyas áreas urbanas están situadas por encima de los 400 metros de altitud: Caçapava do Sul, con 444 metros, Pinheiro Machado, con 436 metros, y Encruzilhada do Sul, con 432 metros. Con el área urbana por encima de los 300 metros, están las ciudades de Canguçu, con 386 metros, Piratini, con 349 metros, y Santana da Boa Vista, con 306 metros.

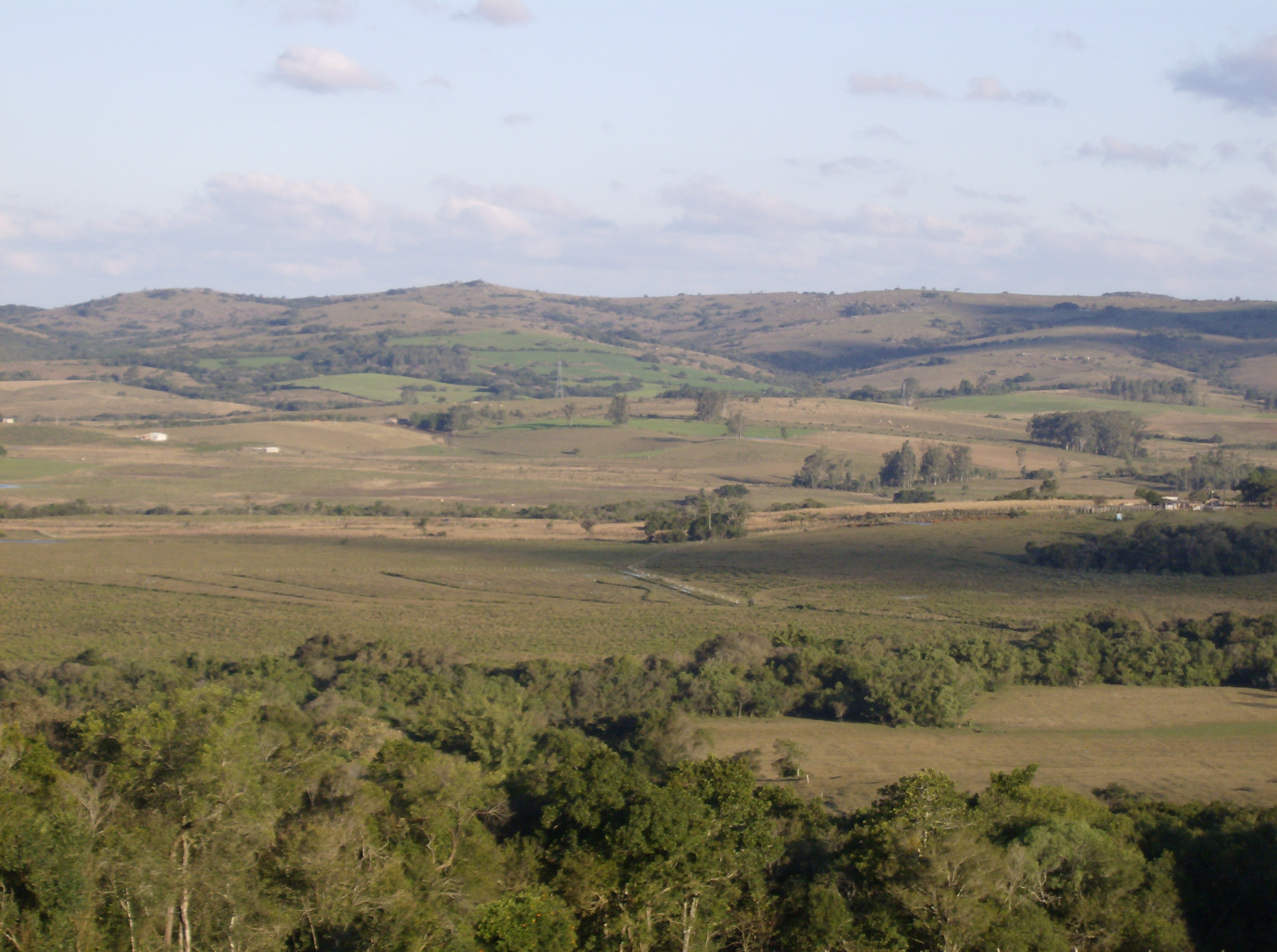
Cuchillas de la meseta de Serras de Sudeste, en el municipio de Morro Redondo.

Uno de los puntos más elevados de esta meseta es el Cerro do Sandi, con 510 metros de altitud, situado en el municipio de Piratini.

### Clima
El clima de los municipios ubicados en esta meseta es subtropical o templado (Cfa y Cfb). Los veranos son amenos (días con temperatura superior a 30 °C no son muchos durante el año), en las localidades por encima de 300 m de altitud. Los veranos tienen temperaturas un poco más altas en las localidades de altitudes menores. Los inviernos son relativamente fríos, con heladas frecuentes. Ocurrencias de nieve son muy poco frecuentes, ocurriendo no más que una o dos veces por década, y muy rápidamente. Las últimas precipitaciones de nieve registradas ocurrieron el 4 de septiembre de 2006, en algunos municipios de la región, como Canguçu, y el 5 de septiembre de 2008, en Piratini y Pinheiro Machado (municipio donde la precipitación de nieve fue más fuerte, durante el período de la tarde).

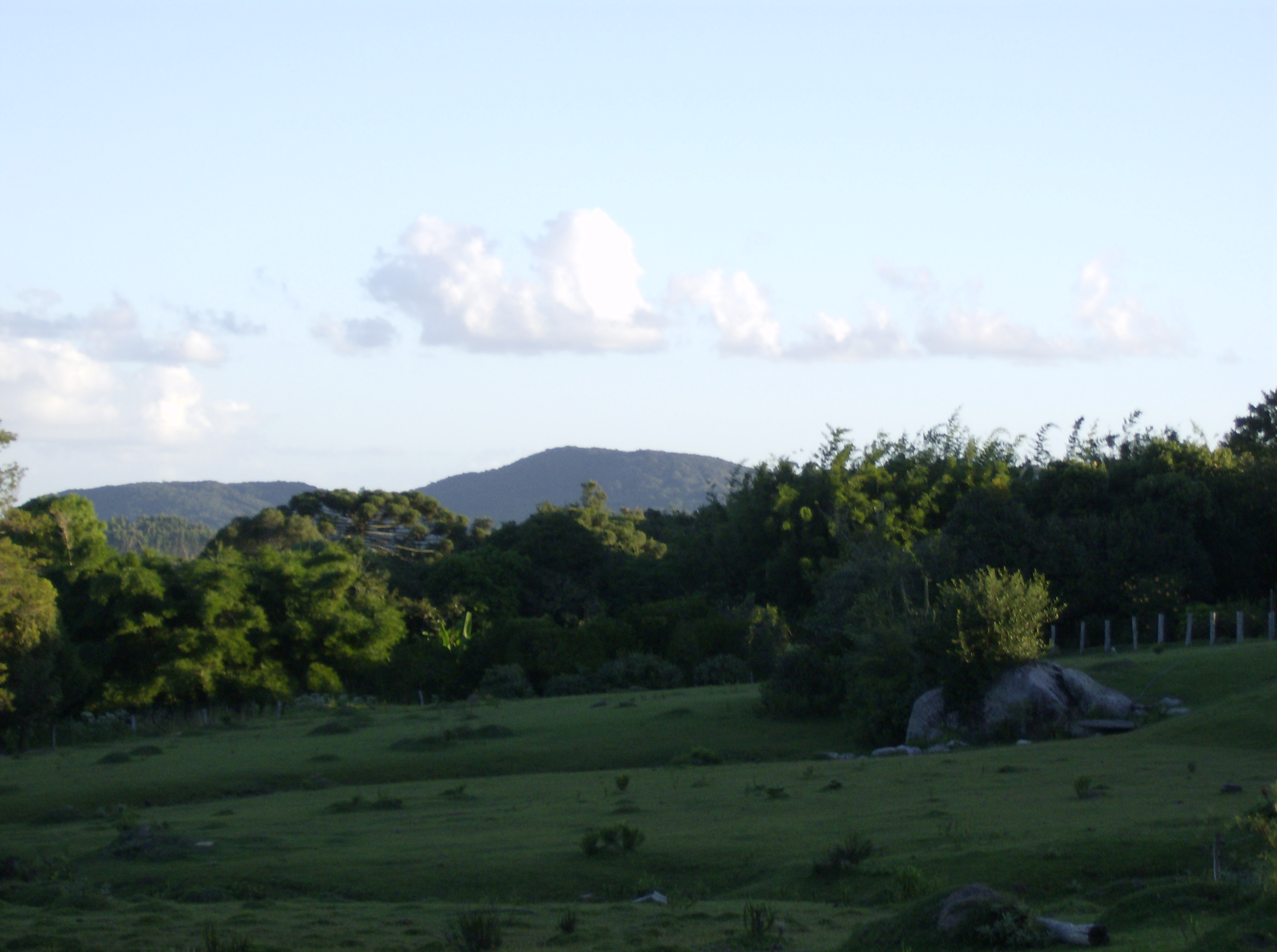
Paisaje serrano del municipio de Arroio do Padre.

La pluviosidad es regularmente distribuida a lo largo del año, con media entre 1.300 mm y 1.500 mm anuales para la región, pero sequías irregulares pueden ocurrir. Las temperaturas medias anuales, en las ciudades ubicadas en esta región, están entre 16 °C y 18 °C. Enero suele tener temperaturas medias hacia los 21 °C, y julio suele tener medias de 11 °C, en las localidades por encima de 300 m de altitud. En las localidades de altitudes más bajas, la media del mes más caliente está entre 22 °C y 24 °C, y la media del mes más frío está entre 11 °C y 12 °C.
| Parámetros climáticos promedio de Canguçu (406 m s. n. m.) | Parámetros climáticos promedio de Canguçu (406 m s. n. m.) | Parámetros climáticos promedio de Canguçu (406 m s. n. m.) | Parámetros climáticos promedio de Canguçu (406 m s. n. m.) | Parámetros climáticos promedio de Canguçu (406 m s. n. m.) | Parámetros climáticos promedio de Canguçu (406 m s. n. m.) | Parámetros climáticos promedio de Canguçu (406 m s. n. m.) | Parámetros climáticos promedio de Canguçu (406 m s. n. m.) | Parámetros climáticos promedio de Canguçu (406 m s. n. m.) | Parámetros climáticos promedio de Canguçu (406 m s. n. m.) | Parámetros climáticos promedio de Canguçu (406 m s. n. m.) | Parámetros climáticos promedio de Canguçu (406 m s. n. m.) | Parámetros climáticos promedio de Canguçu (406 m s. n. m.) | Parámetros climáticos promedio de Canguçu (406 m s. n. m.) |
| Mes                                                        | Ene.                                                       | Feb.                                                       | Mar.                                                       | Abr.                                                       | May.                                                       | Jun.                                                       | Jul.                                                       | Ago.                                                       | Sep.                                                       | Oct.                                                       | Nov.                                                       | Dic.                                                       | Anual                                                      |
| ---------------------------------------------------------- | ---------------------------------------------------------- | ---------------------------------------------------------- | ---------------------------------------------------------- | ---------------------------------------------------------- | ---------------------------------------------------------- | ---------------------------------------------------------- | ---------------------------------------------------------- | ---------------------------------------------------------- | ---------------------------------------------------------- | ---------------------------------------------------------- | ---------------------------------------------------------- | ---------------------------------------------------------- | ---------------------------------------------------------- |
| Temp. máx. media (°C)                                      | 27.8                                                       | 27.1                                                       | 25.4                                                       | 21.9                                                       | 18.9                                                       | 16.7                                                       | 16.7                                                       | 17.6                                                       | 19.2                                                       | 21.7                                                       | 24.2                                                       | 25.8                                                       | 21.9                                                       |
| Temp. media (°C)                                           | 22.3                                                       | 21.7                                                       | 20.3                                                       | 16.9                                                       | 14.3                                                       | 12.2                                                       | 12.0                                                       | 12.9                                                       | 14.5                                                       | 16.7                                                       | 18.7                                                       | 20.1                                                       | 16.9                                                       |
| Temp. mín. media (°C)                                      | 16.8                                                       | 16.4                                                       | 15.3                                                       | 12.0                                                       | 9.8                                                        | 7.8                                                        | 7.4                                                        | 8.2                                                        | 9.9                                                        | 11.7                                                       | 13.3                                                       | 14.5                                                       | 11.9                                                       |
| Precipitación total (mm)                                   | 120                                                        | 136                                                        | 119                                                        | 104                                                        | 114                                                        | 142                                                        | 140                                                        | 146                                                        | 143                                                        | 127                                                        | 97                                                         | 88                                                         | 1476                                                       |
| Fuente: Climate-data.org                                   |                                                            |                                                            |                                                            |                                                            |                                                            |                                                            |                                                            |                                                            |                                                            |                                                            |                                                            |                                                            |                                                            |

### Vegetación
La mayor parte de Serras de Sudeste es compuesta por campos, con vegetación baja y herbácea (pampas). Otra formación importante, que ocurre principalmente en la parte Este, pero actualmente muy reducida por la ocupación humana, es la floresta estacional semidecidual. La vegetación nativa, tanto en el dominio de los campos como en los bosques, presenta la ocurrencia de ceibo, pitangueros, coronillas, canelas blancas, butiás, branquilhos, canelas negras, araucarias y molles. Existe también el crecimiento de la selvicultura, que ha promovido el aumento de presencia de florestas de árboles exóticas (eucaliptos, pinos y acacias), junto a especies de tradicional uso paisajístico (sauces llorones, cipreses, cedros, chopos y plátanos).

### Fauna
Las especies más características de la región, en relación con la fauna, son: mamíferos como ciervo de las pampas, guazuncho, liebre, armadillo, zorro, gambá, zorrino, capibara, zorro de las pampas, aves como ñandú, chimango, martineta alas coloradas, cotorra, teru-teru, pava, seriema, paloma, cardenal de cresta roja, periquito, chingolo, hornero, reptiles como lagarto, culebra cruzeira, culebra verde y peces como traira, jundiá, lambari etc. Jaguares, pumas y ocelotes ya no existen más en esta región.

### Hidrografía
La región es parte de la cuenca hidrográfica del Río Camacuã.

### Municipios de la meseta

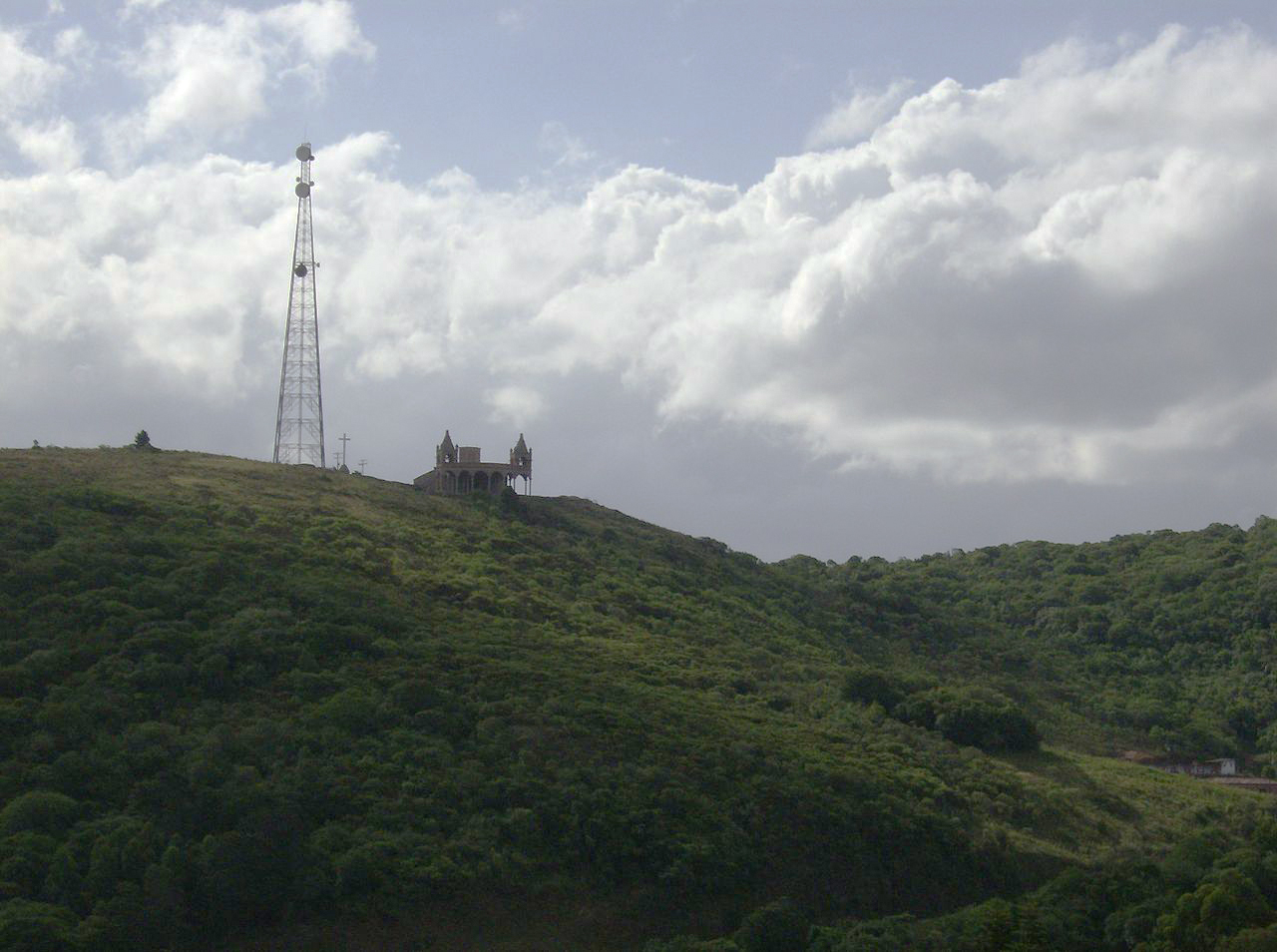
Cerro cercano al área urbana de Canguçu, con altitud de cerca de 500 metros en la cumbre.

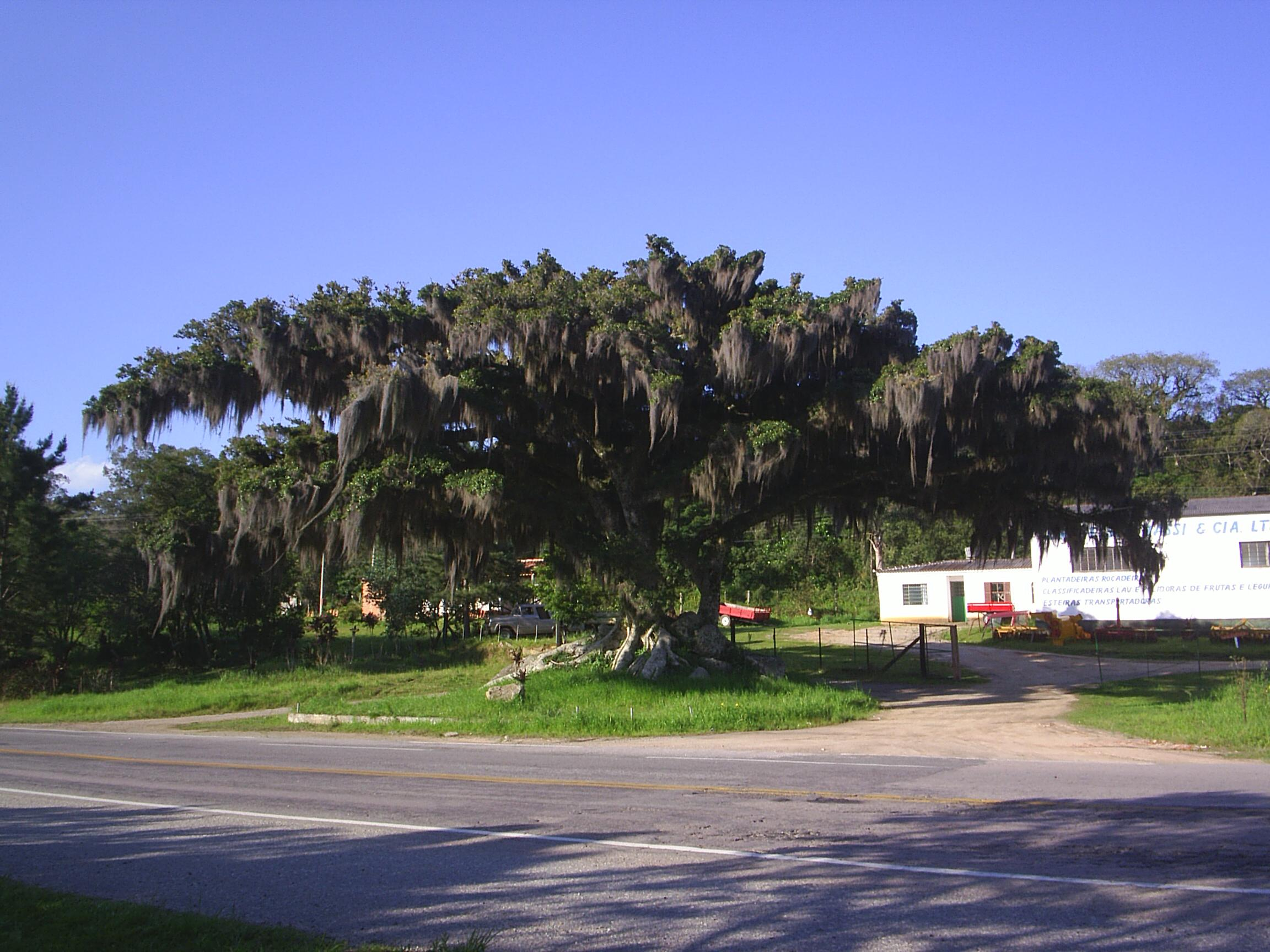
Ficus en el distrito serrano de Cascata, en el municipio de Pelotas.

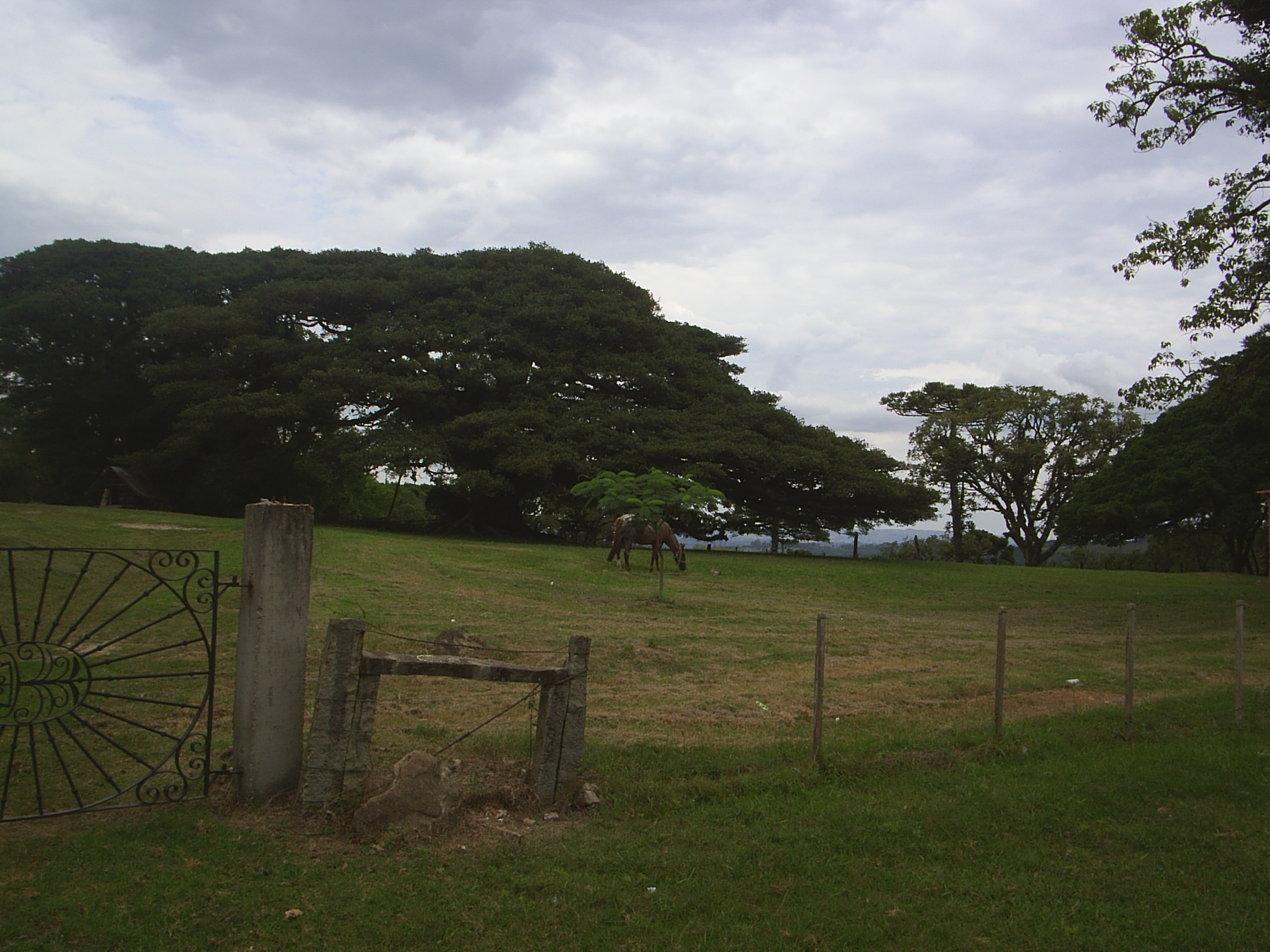
Paisaje del distrito pelotense de Cascata.

- Aceguá
- Amaral Ferrador
- Arroio do Padre
- Bagé
- Caçapava do Sul
- Camaquã
- Candiota
- Canguçu
- Capão do Leão
- Cerrito
- Cerro Grande do Sul
- Chuvisca
- Cristal
- Dom Feliciano
- Dom Pedrito
- Encruzilhada do Sul
- Herval
- Hulha Negra
- Jaguarão
- Lavras do Sul
- Morro Redondo
- Pedras Altas
- Pedro Osório
- Pelotas
- Pinheiro Machado
- Piratini
- Santana da Boa Vista
- São Lourenço do Sul
- Turuçu

## Turismo
Debido a los bellos paisajes rurales, esta región ha sido visitada por muchos turistas, con la existencia de muchas posadas entre los paisajes serranos. En esta región del estado de Río Grande del Sur está la ciudad de Piratini, considerada la primera capital de la República Riograndense, algo que destaca la importancia histórica de estas tierras.

## Economía

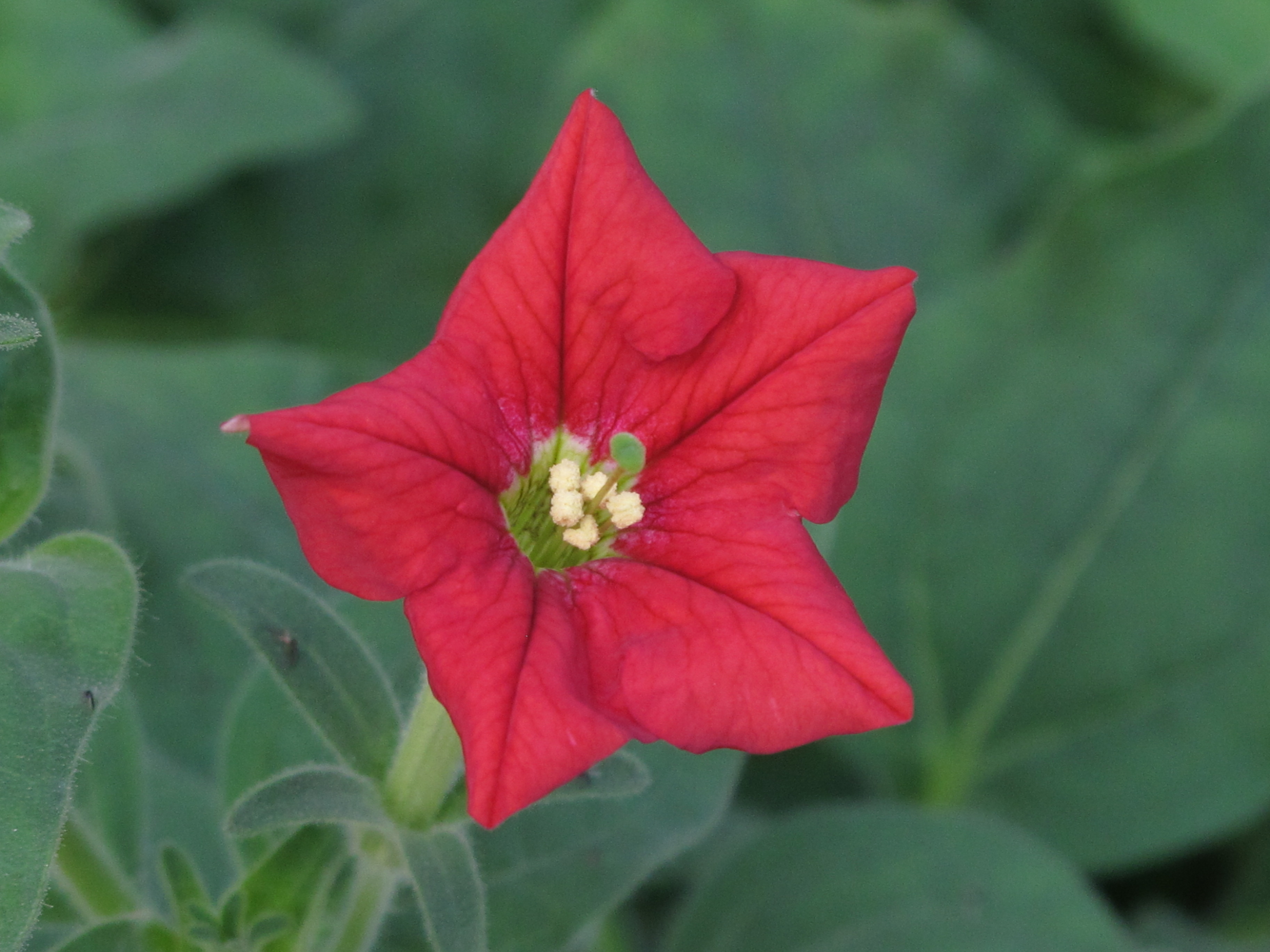
Petunia exserta, una rara flor del género petunia, nativa de esta región.

Las principales actividades económicas de la región son: agricultura, ganadería y extracción de piedras para exportación, además de la viticultura, que, por causa de la característica del clima de Serras de Sudeste, favorece la elaboración de vinos de alta calidad. El turismo también es significativo como fuente de renta.
La selvicultura ha adquirido gran importancia económica, con la forestación de las áreas de campos, a través del plantío de árboles de fácil adaptación al ambiente y de rápido crecimiento (eucaliptos, pinos y acacias), utilizadas principalmente en la industria maderera.

## Carreteras
Las siguientes carreteras federales cruzan la región de Serras de Sudeste: BR-116, BR-392 y BR-293.